# 穆盧
穆盧（Mulu）是埃塞俄比亞東部奧羅米亞州西哈勒爾蓋地區的小鎮，座標9°17′N 40°50′E / 9.283°N 40.833°E。鎮內設有連接亞的斯亞貝巴和吉布提的鐵路中途站。根據埃塞俄比亞中央統計局2005年的普查資料，穆盧人口約3,812，其中男性1,991人，女性1,821人。